# Фестос
Фестос (грч. Φαιστός) је археолошки локалитет на Криту, у области Камилари, 62 km јужно од главног града Крита, Хераклиона, а недалеко од Матале, на брду Кастри, око 4 km удаљен од Либијског мора.
Један је од најзначајнијих налазиша минојске културе, чијим се центром сматра Кносос. Прва насеља потичу из периода неолита, око 4000. п. н. е. Разорен је земљотресом током касног бронзаног доба. Сматра се да је палата крајем овог доба обновљена.
Првим археолошким ископавањима руководили су Фредерико Халбер (итал. Federico Halbherr) и Луиђи Перниер (итал. Luigi Pernier) из Италије. Итраживања су настављена 1950—1971. а водио их је Доро Леви (Doro Levi).
На локалитету су пронађена артефакта са Линеар А писмом. Најчувенији налаз са овог локалитета је Диск из Фестоса (откривен 1908), који се датује у период између 1950. п. н. е. и 1400. п. н. е. са чувеним хијероглифским натписом.
У Фестосу су откривени остаци палате која се може пратити кроз неколико културних слојева. Стара палата је изграђена у 1. фази палата (протопалатном периоду по Евансу) и услед земљотреса је два пута разарана и поново подизана.
Отркивена керамика припада Средњоминојском и Касноминојском периоду.

## Камарес вазе
У критском вазном сликарству разликују се два стила:
- Камарес
- Палатни (дворски) стил

Камарес стил је назив добио по Камарес пећини у којој су вазе откривене, недалеко од Фестоса и представља оригинални археолошки документ критске културе. Вазе овог стила се датују у раздобље старих палата средње минојског периода (2000—1700. година п. н. е.)
Ове вазе представљају и значајан трговачки производ који је преношен и у Египат, на Сицилију и Малту.
Облици које познаје овај стил су мале шоље, зделе, врчеви, кљунасти пехари, кратери и питоси. Вазе су богате полихромије и орнаментике. Основне боје су црна, црвена и бела, нешто ређе окер, плава и светломрка. Нема акварелских прелива и мешања тонова.
- Камарес орнамент
- Археолошки локалитет
- Диск из Фестоса